# Co-cathédrale du Christ-Sauveur de Nova Gorica
Cette  cathédrale n’est pas la seule cathédrale du Christ-Sauveur.
La co-cathédrale du Christ-Sauveur (en slovène : Sostolnica Kristusa Odrešenika) est une cathédrale catholique située à Nova Gorica, en Slovénie. Elle partage le siège du diocèse de Koper (en) avec la cathédrale de l'Assomption-de-la-Bienheureuse-Vierge-Marie de Koper.

## Historique
Construite en 1982 par Franc Kvaternik selon un plan architectural contemporain[réf. nécessaire], elle fut élevée au rang de cathédrale le 15 mars 2004 par le décret Ut Spirituali par la Congrégation pour les évêques.

## Architecture intérieure
L'intérieur, monumental, est décoré d'une statue en bois du Christ (plus de 5 mètres de haut), d'un chemin de croix et d'une statue de la Vierge à l'Enfant dans la chapelle latérale, œuvre du peintre Stane Jarm.